# Landmark 81
A Landmark 81 egy szupermagas felhőkarcoló a vietnámi Ho Si Minh-városban, amely elsősorban a Vinhomes, a legnagyobb vietnámi ingatlanfejlesztő cég befektetésével és kivitelezésével épült fel. A 461,2 méter magas, 81 emeletes Landmark 81 Vietnám legmagasabb épülete, a második legmagasabb épület Délkelet-Ázsiában a malajziai Merdeka 118 után, valamint a tizenhetedik legmagasabb épület a világon.

## Jellemzői
Az épület Bình Thạnh kerületben áll, Ho Si Minh-város történelmi központjának északkeleti oldalán, a Saigon-híd közvetlen déli oldalán. Ezen a helyszínen korábban a Saigon folyó nyugati partján a Newport logisztikai bázis állt, amely a vietnámi háború idején az amerikai haderő legfontosabb utánpótlási bázisa volt.
A torony a Vinhomes Central Park szívében épült, egy 1,5 milliárd dollár értékű, magas színvonalú, vegyes használatú városi területen. A fejlesztés szállodai és konferenciatermekből, luxuslakásokból, csúcskategóriás kiskereskedelmi területekből, éttermekből, bárokból és egy többszintes kilátóteraszból áll. A Landmark 81 felhőkarcolója 81 emeletes, bruttó alapterülete 241 000 négyzetméter. Az épület szerkezete  36 különböző magasságú, 6x6-os mátrixba csoportosított négyzet alakú szerkezeti elemből áll. Az építészek ezzel a szerkezeti stabilitáson kívül egy bambuszköteget akartak szimbolizálni, amely utal az ország egységére és erejére. A magasabb elemek a mátrix közepén helyezkednek el, lépcsőzetesen csökkenő méretű elemekkel körülvéve. Az egyik legjelentősebb ilyen kialakítású épület a chicagói Willis Tower, amelynél a 3x3-as kialakítást alkalmazták.

## Története
A Landmark 81-et az Atkins, egy építészeti tervezéssel, mérnöki és tanácsadói szolgáltatásokkal foglalkozó brit vállalat tervezte. Az Atkins számos felhőkarcolót tervezett már a világon, a legtöbbet Dubajban és Kínában, ezek közül a legjelentősebb a rekordtartó Burdzs Kalifa.
A torony alapkőletételi ünnepségére 2014. december 13-án került sor. 2017 októberében az építkezés elérte a 69. emeletet, és 270 méteres magasságával, a Bitexco Financial Towert megelőzve Ho Si Minh-város legmagasabb épületévé vált. 2018 januárjára az összes emelet építése befejeződött, csak a csúcsszerkezet maradt befejezetlen. 2018. április 10-én a korona tornyának utolsó szegmensét is felhúzták, ezzel elkészült a Landmark 81. Az épület 6 emeletet elfoglaló, összesen 50 000 négyzetméter alapterületű földszintjét 2018. július 26-án nyitották meg a tulajdonos anyavállalat, a Vingroup létrejöttének 25. évfordulója alkalmából. 2019. április 28-án nyílt meg a Skyview nevű kilátóterasz, amely a 79. emeletről a 369,65 méteres és a 81. emeletről a 382,65 méteres magasságban nyílik kilátás, jelenleg Vietnám legmagasabb kilátóterasza. A jegyek ára 405 000 vietnámi đồng (körülbelül 17,40 USD) gyermekeknek és 810 000 VND (34,80 USD) felnőtteknek. A Landmark 81-ben 2022. szeptember 21-én a Marriott Internationalhez tartozó Autograph Collection szállodalánc új szálláshelye nyitotta meg kapuit. A szálloda a felhőkarcoló 47. emeletétől a 71. emeletig tart, és 223 szobával üzemel.

## Galéria

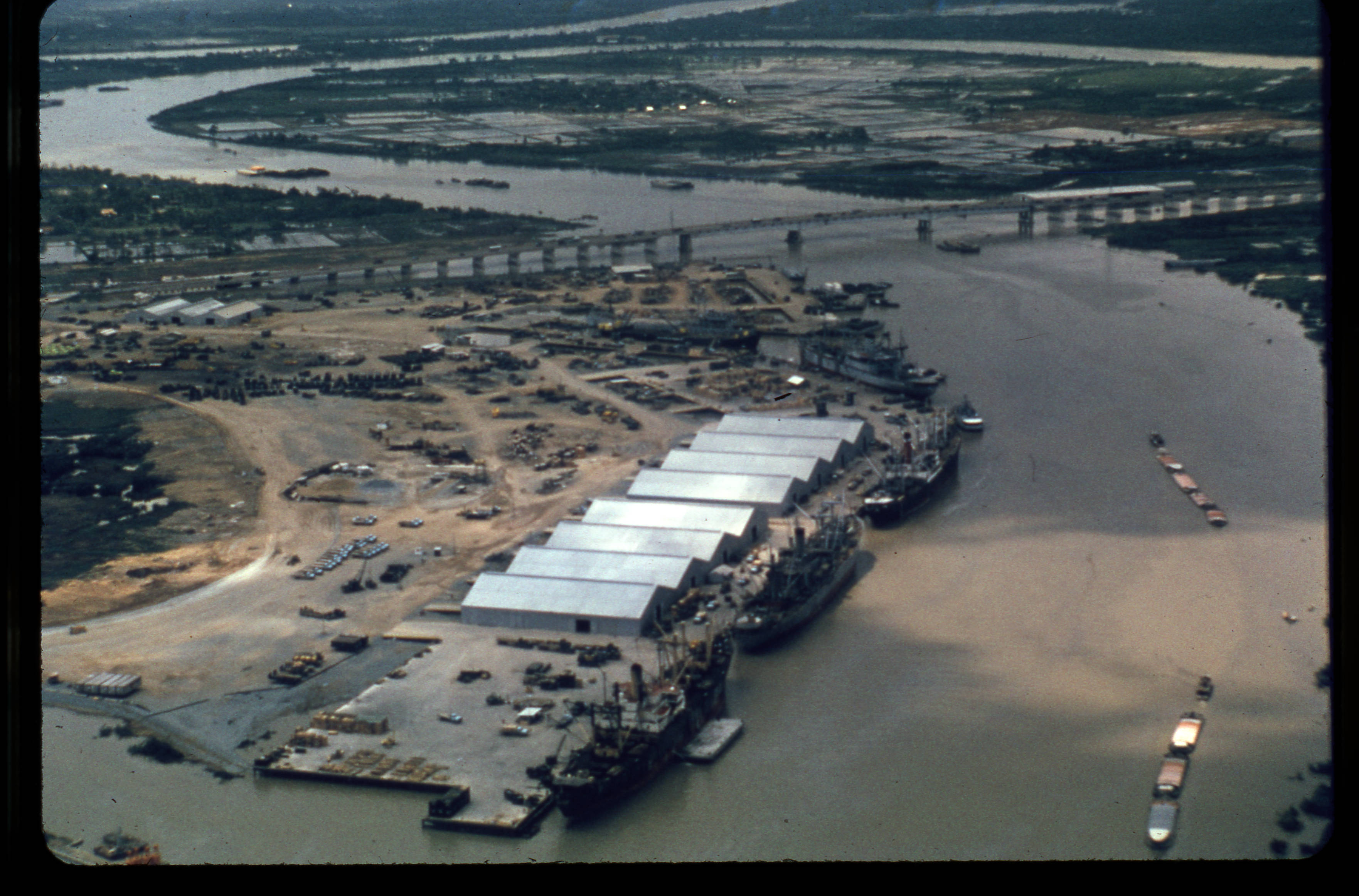
A terület régen: az amerikai haderő Newport bázisa Saigonban 1967-ben
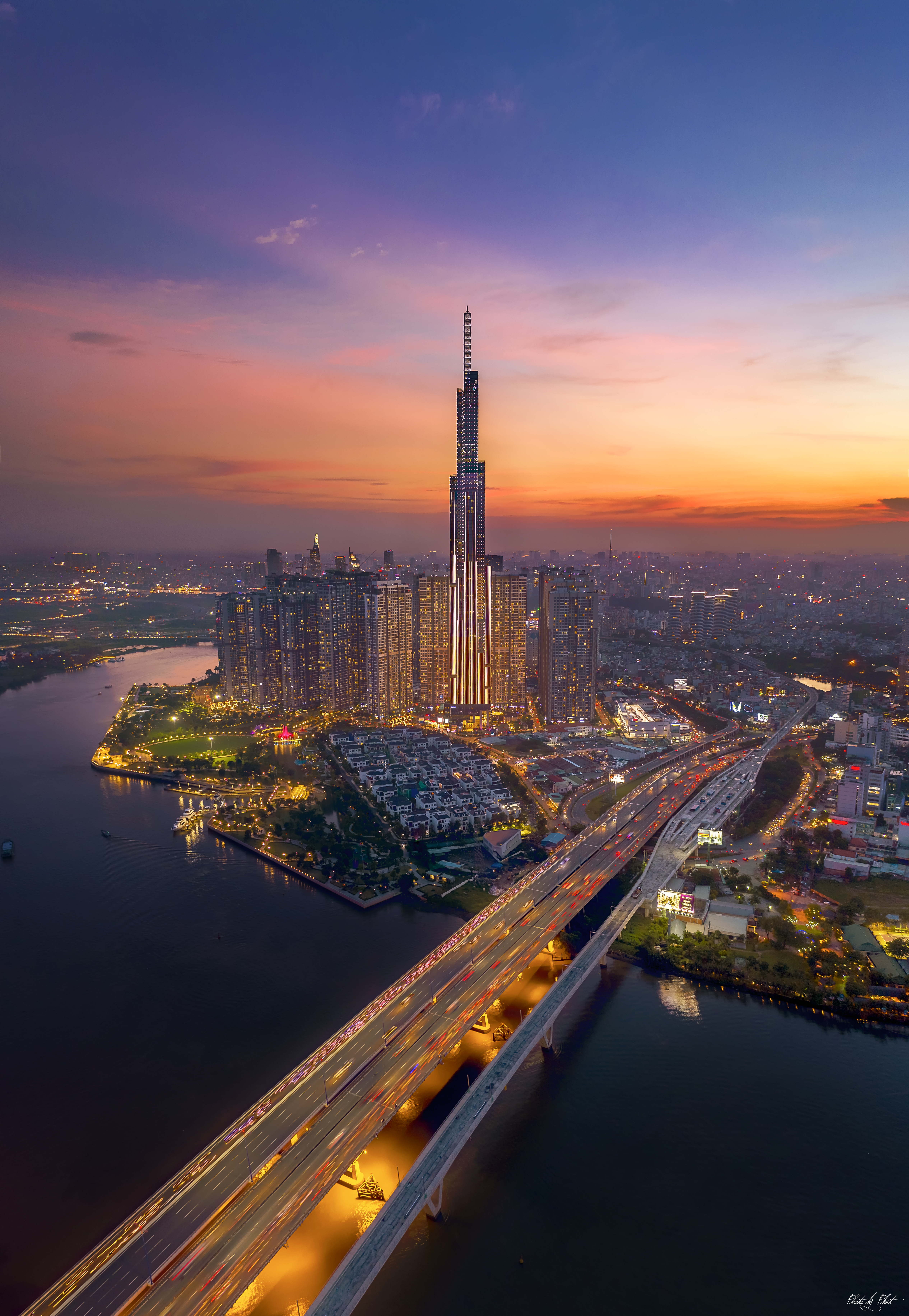
A terület ma: a Landmark 81 és a körülötte épülő városrész
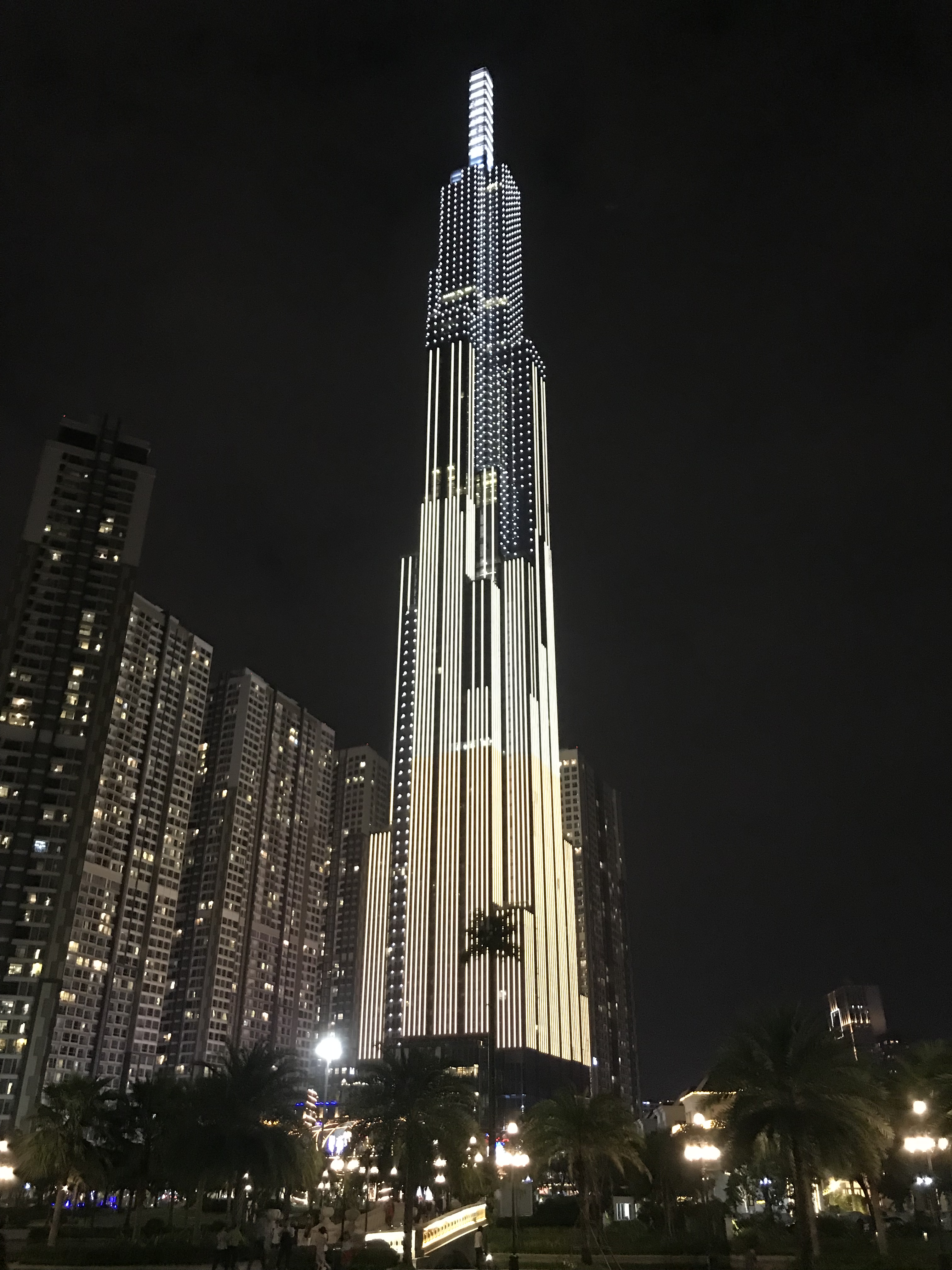
Éjszakai díszkivilágítás
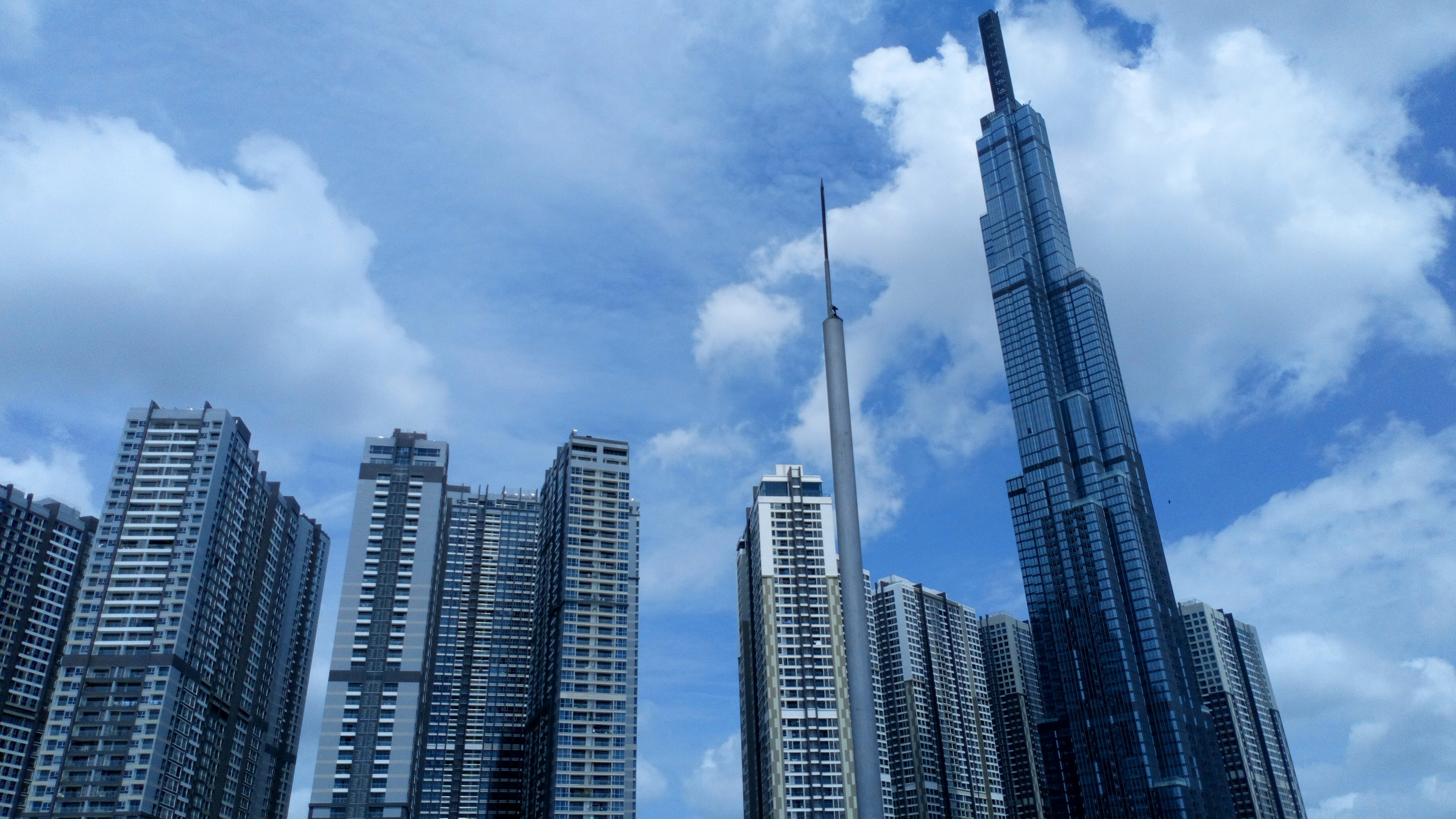
A környező toronyházak
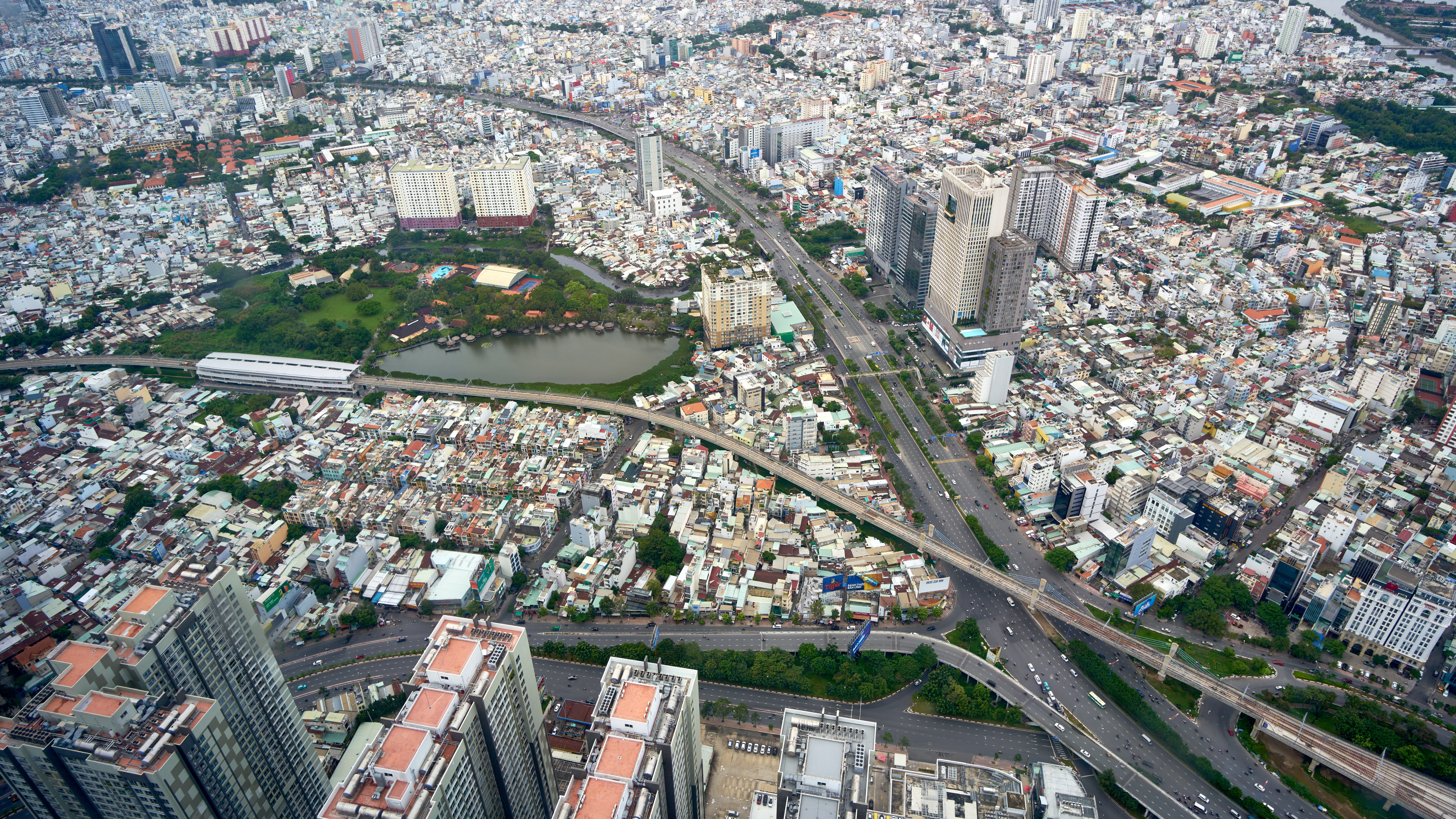
Kilátás a toronyból
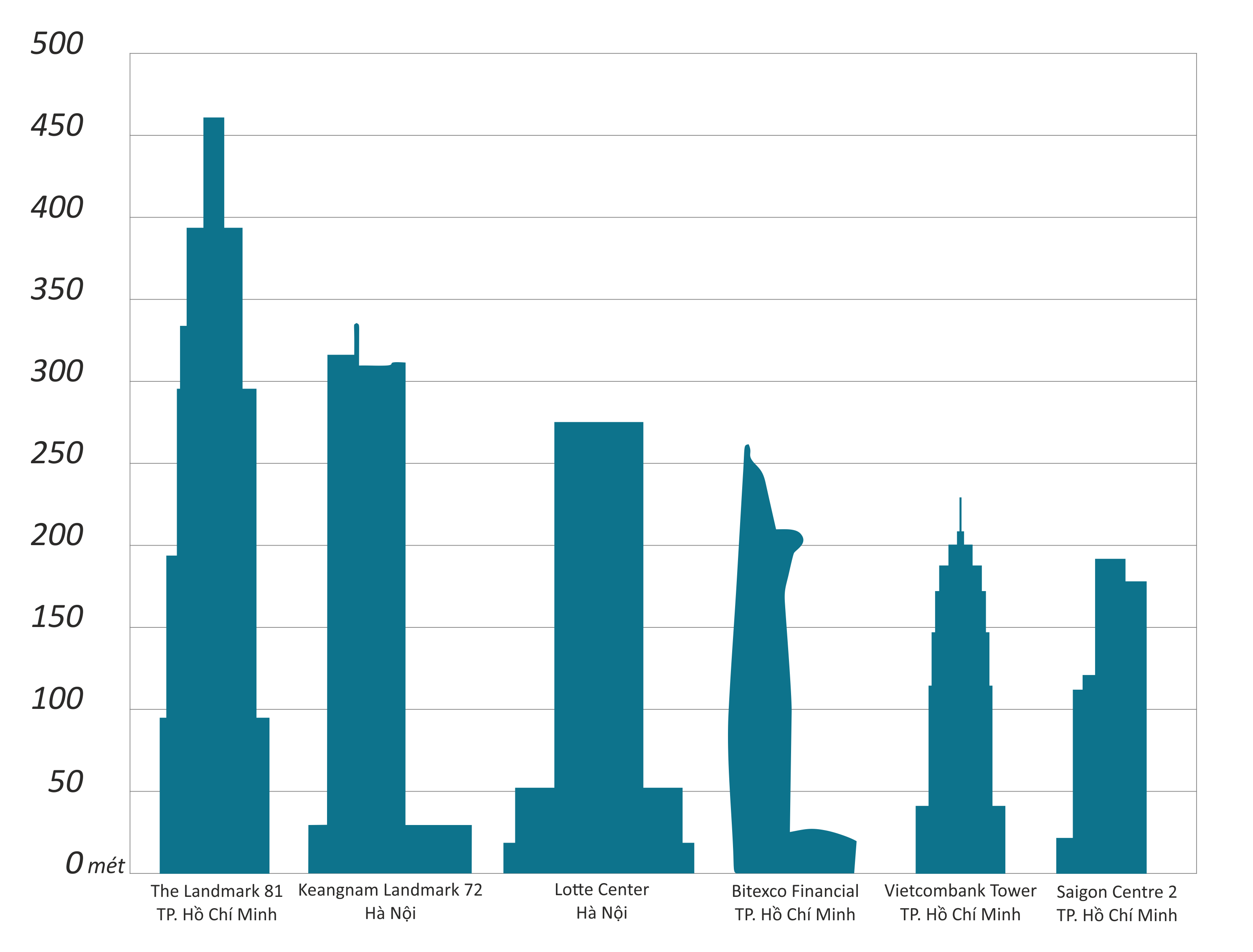
Összehasonlítása Vietnám legmagasabb épületeivel

## Fordítás
- Ez a szócikk részben vagy egészben  a   Landmark 81 című angol Wikipédia-szócikk ezen változatának fordításán alapul.  Az eredeti cikk szerkesztőit annak laptörténete sorolja fel. Ez a jelzés csupán a megfogalmazás eredetét és a szerzői jogokat jelzi, nem szolgál a cikkben szereplő információk forrásmegjelöléseként.